# 卡尔马根达乌帕齐拉
卡爾馬根逹乌帕齐拉是孟加拉国內德羅戈納縣的一个乌帕齐拉，位於邁門辛专区的內德羅戈納縣。。

## 人口
據1991年孟加拉國人口普查，卡爾馬根逹共有戶數39275戶，人口209360人。其中男性佔比50.99%，女性佔比49.01%；成年人口103227人。該地7歲以上人口之平均識字率為21.4%。